# Cantone di Amiens-7 (Sud-Ovest)
Il Cantone di Amiens-7 (Sud-Ovest) era una divisione amministrativa dell'arrondissement di Amiens.
È stato soppresso a seguito della riforma complessiva dei cantoni del 2014, che è entrata in vigore con le elezioni dipartimentali del 2015.
Comprendeva parte della città di Amiens ed il comune di Pont-de-Metz.